# Бактерицидный облучатель

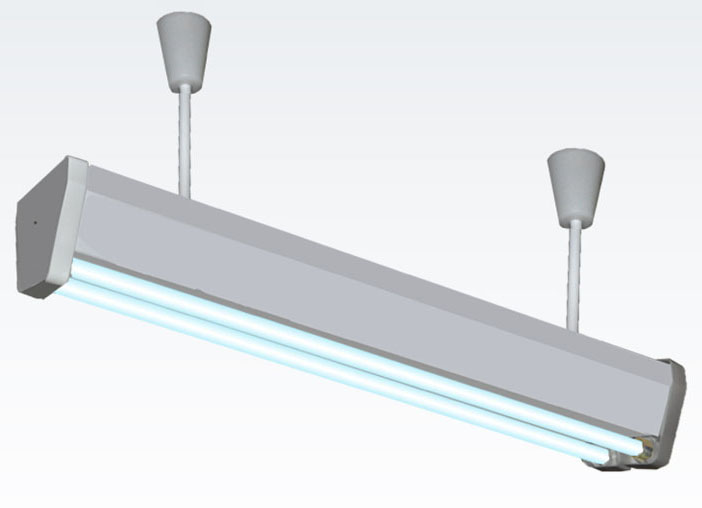
Медицинский бактерицидный облучатель

Бактерицидный облучатель — это облучательный световой прибор, который предназначен для кварцевания (обеззараживания) воздуха и поверхностей в помещении прямыми ультрафиолетовыми лучами бактерицидного эффекта (253,7 нм). Убивает (инактивирует) вирусы, бактерии, плесень, грибки, дрожжи, споры и прочие инфекционные микроорганизмы.

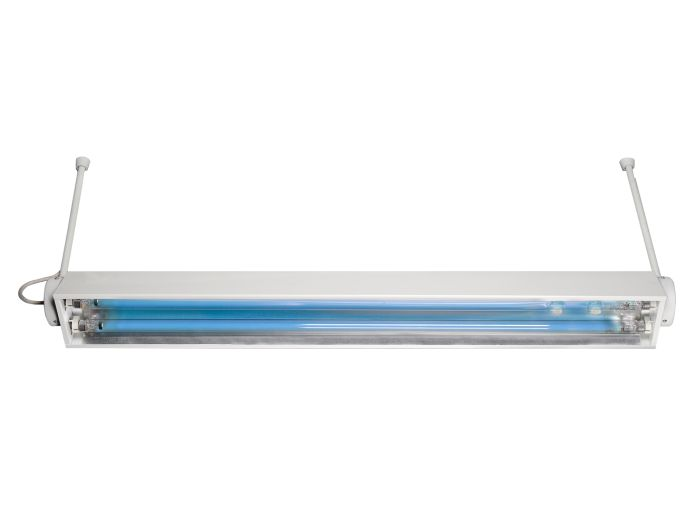
Медицинский бактерицидный облучатель

Бактерицидные облучатели в обиходе называют «кварцевыми лампами» или «бактерицидными лампами», так как в облучателях используются эти типы ламп.

## Сфера применения
Облучатели широко используются в медицине. В последнее время, они также стали популярны для применения в быту (квартиры, дома и т. д.). Исходя из этого, облучатели можно разделить на 2 типа использования: медицинские и бытовые. Медицинские облучатели в основном имеют стационарное крепление. Они фиксируются на стенку или потолок. Также бывают и передвижные медицинские облучатели на колесиках. Бытовые облучатели, напротив, созданы для мобильной эксплуатации. Их можно переносить из комнаты в комнату, тем самым обеззараживая одним устройством все комнаты в доме по очереди.

## Меры безопасности
При включении бактерицидного облучателя рекомендуется использовать специальные очки для защиты глаз от ультрафиолета. Во время работы облучателя людям и животным нужно покинуть обрабатываемое помещение. Также необходимо вынести из помещения все комнатные растения. На работающий облучатель категорически нельзя смотреть и пытаться под ним загорать. Это может привести к ожогу кожи и слизистых оболочек глаз. После работы бактерицидного облучателя возможно присутствие запаха озона. В больших количествах озон токсичен для человека и требует проветривания помещения. Чрезмерное обогащения воздуха озоном зависит от используемого в облучателе типа источника ультрафиолетового излучения (лампы). Лампы могут использоваться как озоновые, так и безозоновые. Но следует понимать, что безозоновые бактерицидные лампы также способствуют образованию озона. В этом случае количество озона имеет допустимую норму для человека, и после работы таких ламп можно не проветривать помещение. После работы озоновых ламп — проветривание является обязательным! Использование бактерицидного облучателя в домашних условиях может нанести непоправимый вред человеку - отравление озоном, ожоги глаз.

## Принцип работы
Устройства для обеззараживания могут быть открытого или закрытого типа. Основное отличие этих двух типов заключается в принципе их работы. Облучатели относятся к открытому типу. Открытый тип позволяет кварцевать как воздух, так и все поверхности в помещении благодаря прямым УФ-лучам. Устройства закрытого типа называются бактерицидными рециркуляторами. Закрытый тип кварцует только воздух, но при таком обеззараживании люди могут находиться в помещении. Это достигается путём прокачки воздуха вентиляторами через корпус прибора, в котором установлены бактерицидные лампы.